# Guillermo Timoner
Guillermo Timoner Obrador (Felanitx, 24 marzo 1926 – Madrid, 17 agosto 2023) è stato un pistard spagnolo.
Professionista dal 1946 al 1970 e poi nuovamente dal 1984 al 1985, fu sei volte campione del mondo nel mezzofondo per professionisti (1955, 1959, 1960, 1962, 1964 e 1965), record imbattuto.
Nel 1997 è stato insignito della Distinció Cornelius Atticus, premio sportivo del governo della Comunità autonoma delle Isole Baleari. Gli è poi stato intitolato il palazzetto sportivo nel comune di nascita, Felanitx.

## Palmarès
- 1945

Campionati spagnoli, Mezzofondo (stayer)
Campionati spagnoli, Mezzofondo (moto comm.)
- 1946

Campionati spagnoli, Mezzofondo (stayer)
- 1947

Campionati spagnoli, Velocità
Campionati spagnoli, Mezzofondo (stayer)
- 1948

Campionati spagnoli, Velocità
Campionati spagnoli, Mezzofondo (moto comm.)
- 1949

Campionati spagnoli, Inseguimento individuale
Campionati spagnoli, Mezzofondo (stayer)
Campionati spagnoli, Mezzofondo (moto comm.)
- 1950

Campionati spagnoli, Velocità
Campionati spagnoli, Mezzofondo (moto comm.)
- 1951

Campionati spagnoli, Inseguimento individuale
- 1954

Campionati spagnoli, Mezzofondo (moto comm.)
- 1955

Campionati spagnoli, Mezzofondo (moto comm.)
Campionati del mondo, Mezzofondo
- 1956

Campionati spagnoli, Velocità
Campionati spagnoli, Inseguimento individuale
- 1959

Campionati spagnoli, Mezzofondo (moto comm.)
Campionati del mondo, Mezzofondo
- 1960

Campionati del mondo, Mezzofondo
- 1961

Campionati spagnoli, Mezzofondo (moto comm.)
- 1962

Campionati spagnoli, Mezzofondo (moto comm.)
Campionati del mondo, Mezzofondo
- 1963

Campionati spagnoli, Mezzofondo (moto comm.)
- 1964

Campionati del mondo, Mezzofondo
- 1965

Campionati del mondo, Mezzofondo
- 1984

Campionati spagnoli, Mezzofondo (stayer)

## Piazzamenti

### Competizioni mondiali
- Campionati del mondo

Wuppertal 1954 - Mezzofondo Prof.: 7º
Milano 1955 - Mezzofondo Prof.: vincitore
Copenaghen 1956 - Mezzofondo Prof.: 2º
Parigi 1958 - Mezzofondo Prof.: 2º
Amsterdam 1959 - Mezzofondo Prof.: vincitore
Lipsia 1960 - Mezzofondo Prof.: vincitore
Milano 1962 - Mezzofondo Prof.: vincitore
Rocourt 1963 - Mezzofondo Prof.: 7º
Parigi 1964 - Mezzofondo Prof.: vincitore
San Sebastián 1965 - Mezzofondo Prof.: vincitore